# Leach Botanical Garden

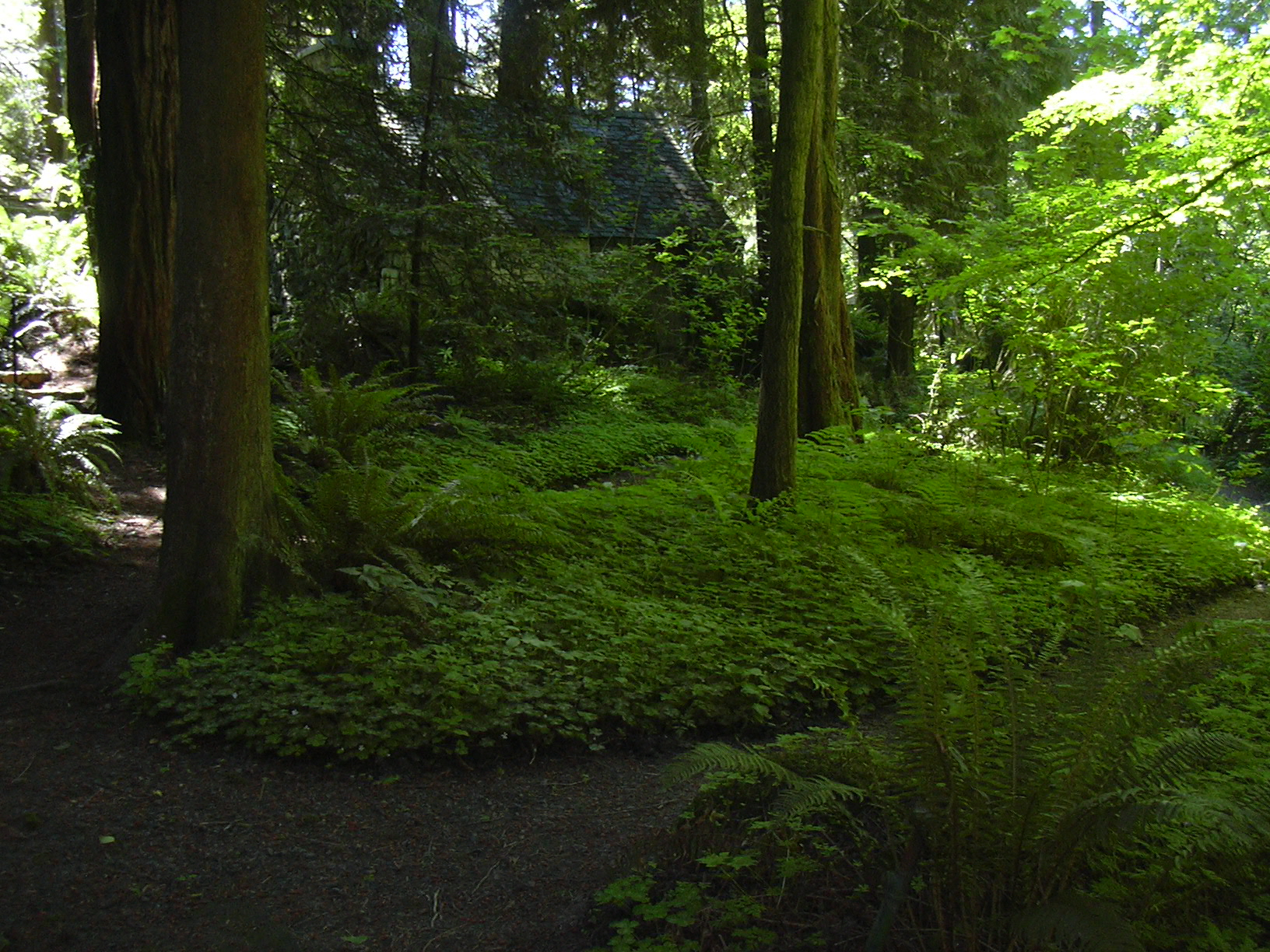
Leach Botanical Garden

Der Leach Botanical Garden  ist ein Botanischer Garten und ein Arboretum in Portland (Oregon), USA.

## Geschichte
Der Garten wurde 1931 als Landschaftsgarten für das Privathaus der Botanikerin Lilla Irvin Leach und des Apothekers John Leach angelegt. Der Garten wurde ursprünglich „Sleepy Hollow“ genannt. Die Leaches bauten 1936 ihr Herrenhaus im Landhausstil auf dem Grundstück. 1982 schenkten sie das Anwesen der Stadt Portland. Der Botanische Garten war 2009 6,5 ha groß und wurde bis 2011 um 2,0 ha vergrößert.

## Die Gärten
Der Garten bietet derzeit eine Sammlung von über 2000 Hybriden, Sorten, einheimischen und nicht einheimischen Pflanzen, darunter Alpenpflanzen, Heilkräuter, Steingartenpflanzen, Kamelien sowie über 125 Arten von Farnen. Fünf neue Arten von Pflanzen aus dem Nordwesten der USA wurden von den Leaches entdeckt. Der Johnson-Creek, ein Nebenfluss des Willamette Rivers durchquert das Grundstück, das an einem Hang liegt.

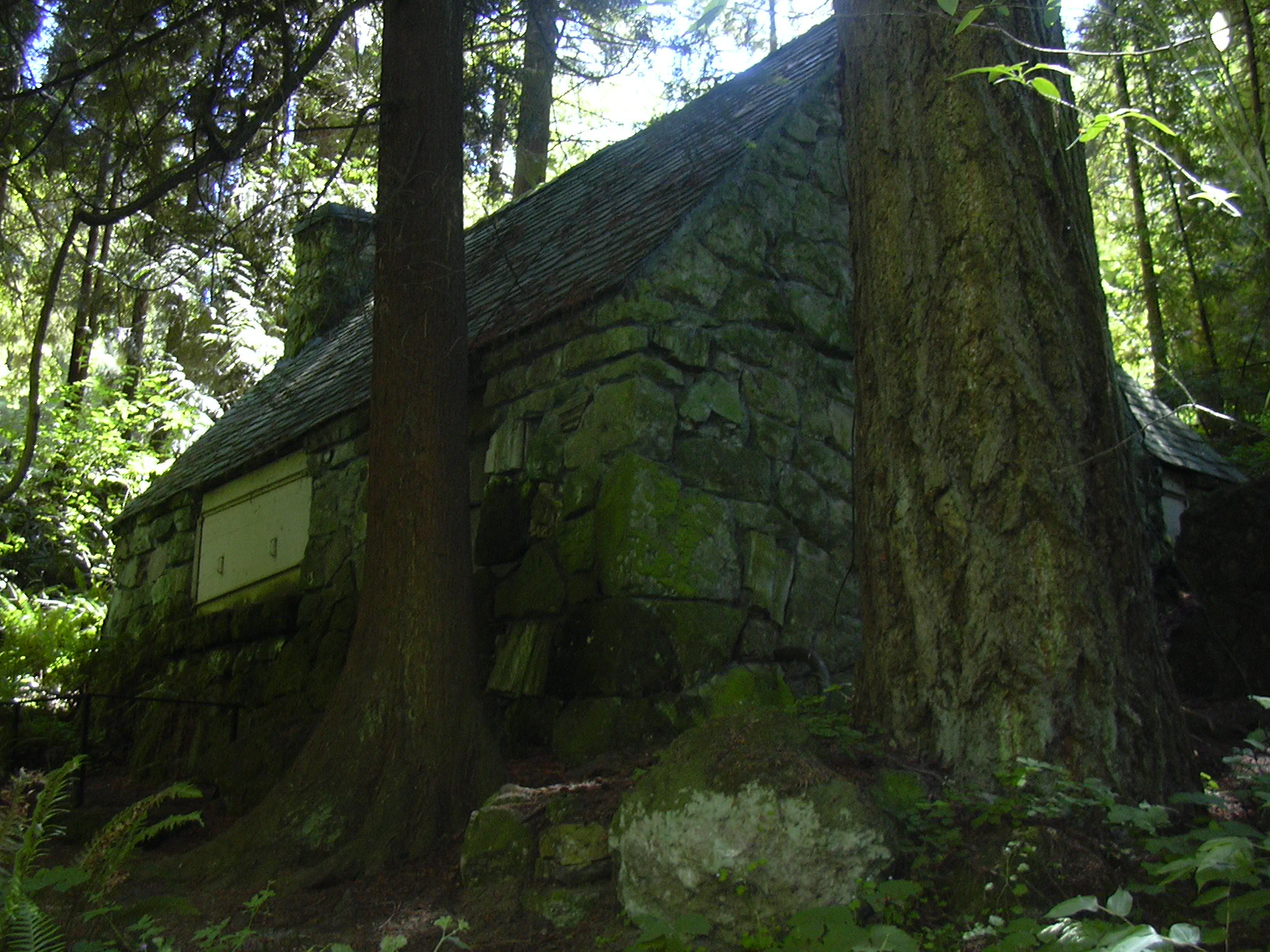
Felsenhütte im Leach Botanical Garden
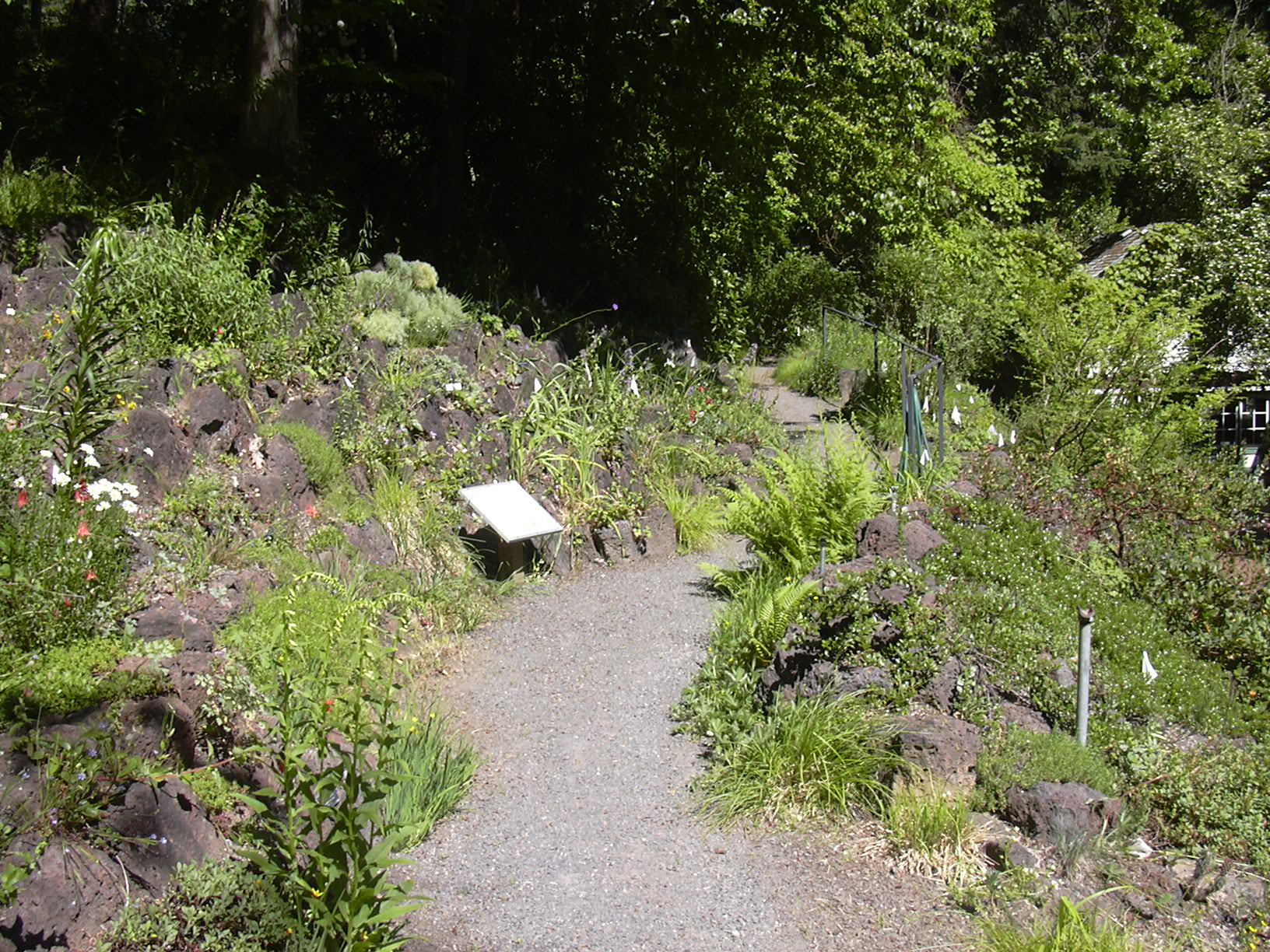
Felsengarten
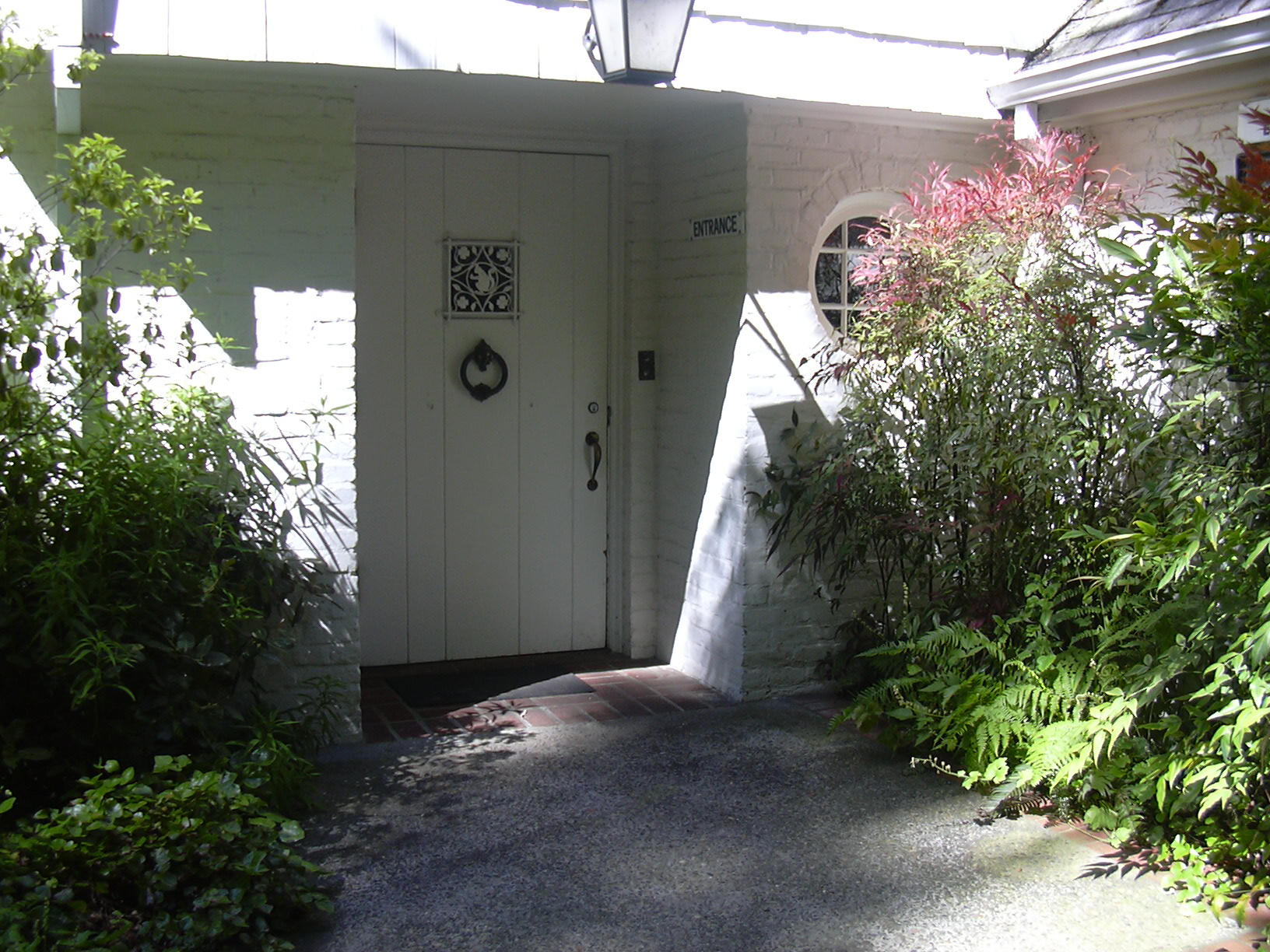
Eingang zum Leach Manor im Leach Botanical Garden, 2008
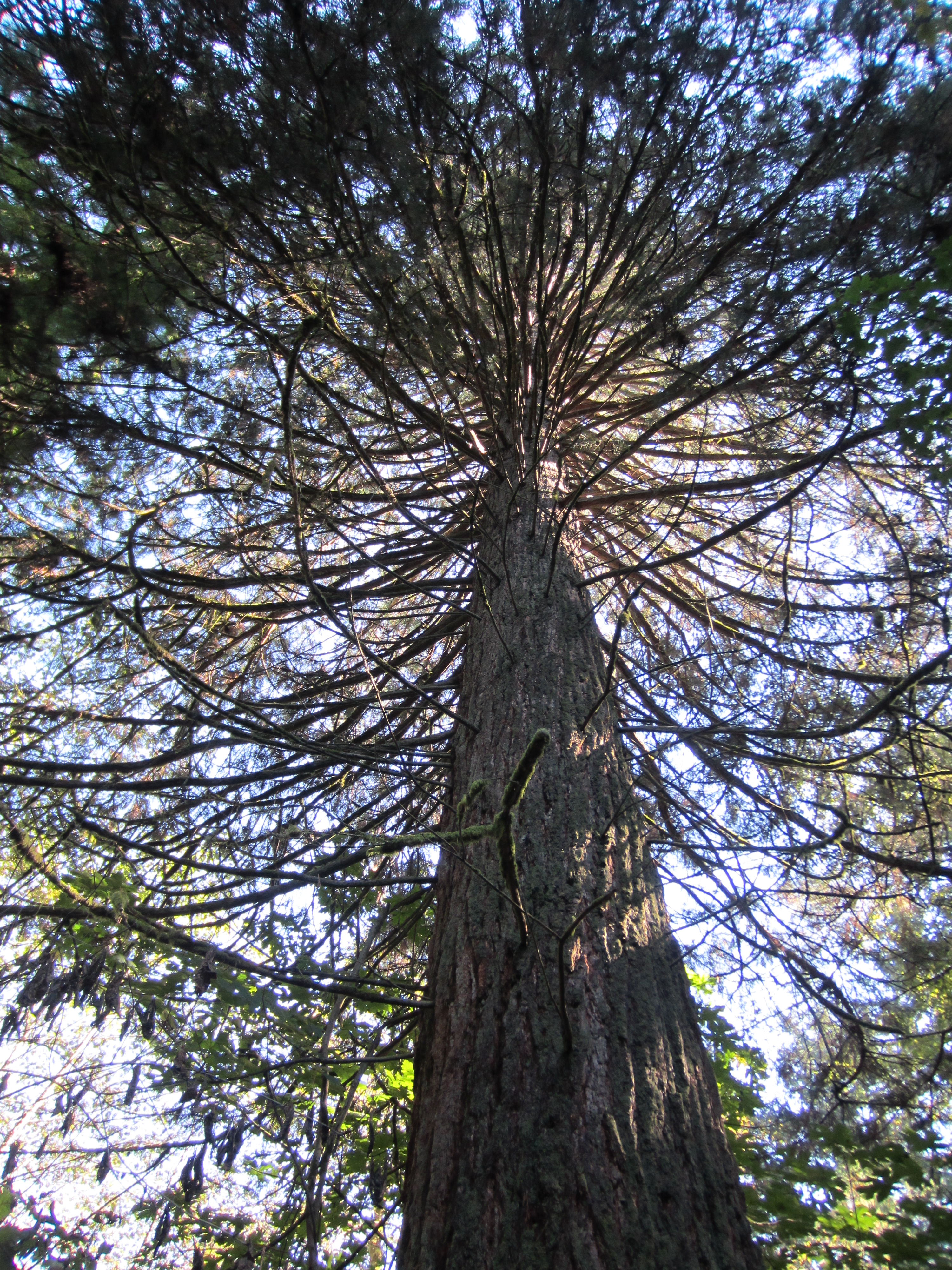
Riesenmammutbaum von unten
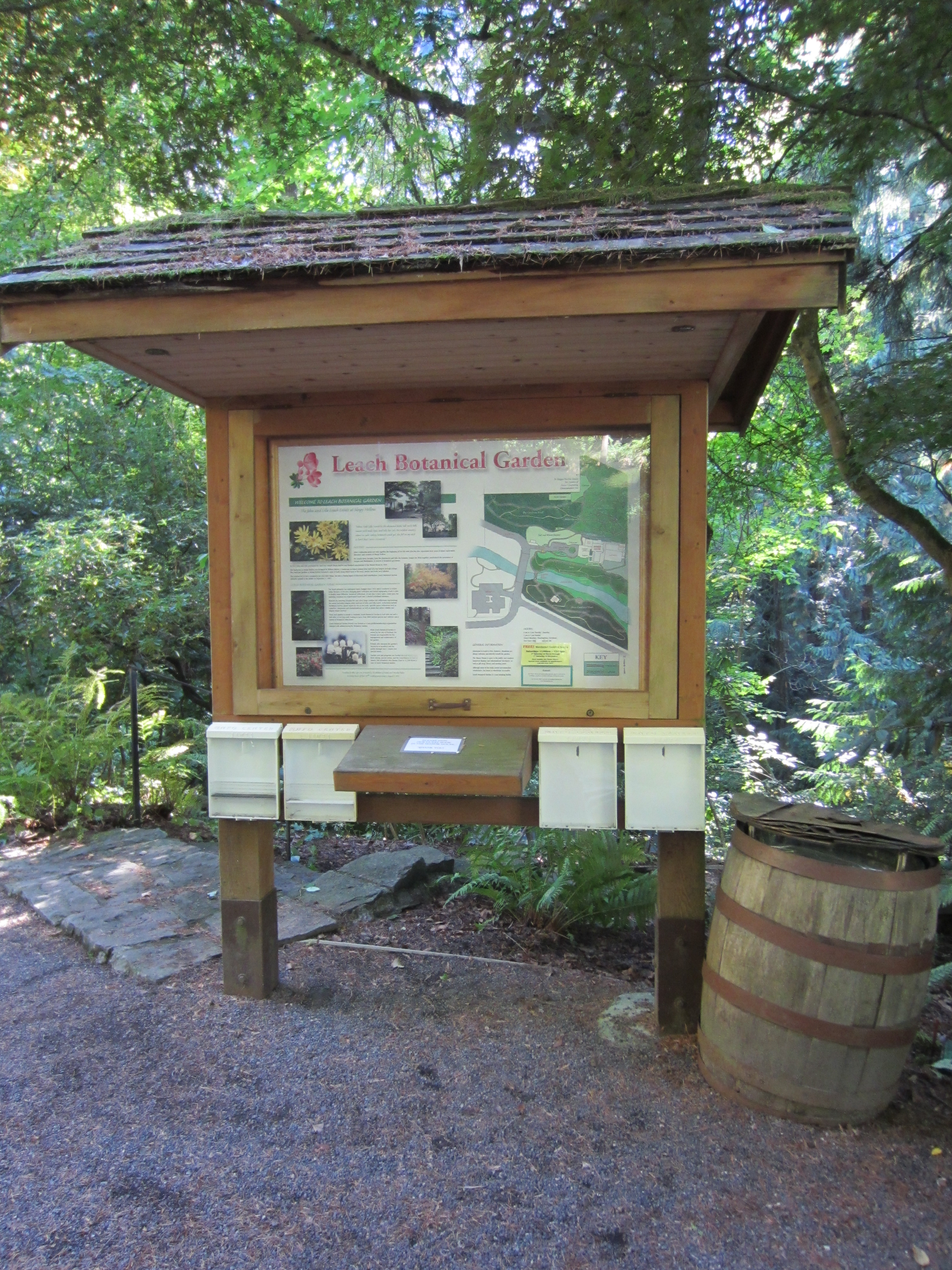
Übersichtstafel im Leach Botanical Garden